# Fotografia in Cina
La nascita e l'affermazione della fotografia in Cina aprono una serie di questioni che sono ancora oggetto di dibattito e di continua revisione da parte degli studiosi. Solo negli ultimi anni si è tentato, non senza difficoltà, di proporne una cronologia che prende avvio dalle origini nel XIX secolo, come testimoniano le fondamentali ricerche a cura di Wu Suxin (1984), Ma Yunzeng (1987) e Wu Gang (2006) in cinese, Bennett (2009-2010-2013), Moore (2007-2008) e Cody e Terpak (2011) in inglese, Meccarelli e Flamminii (2011) in italiano.

## Storia

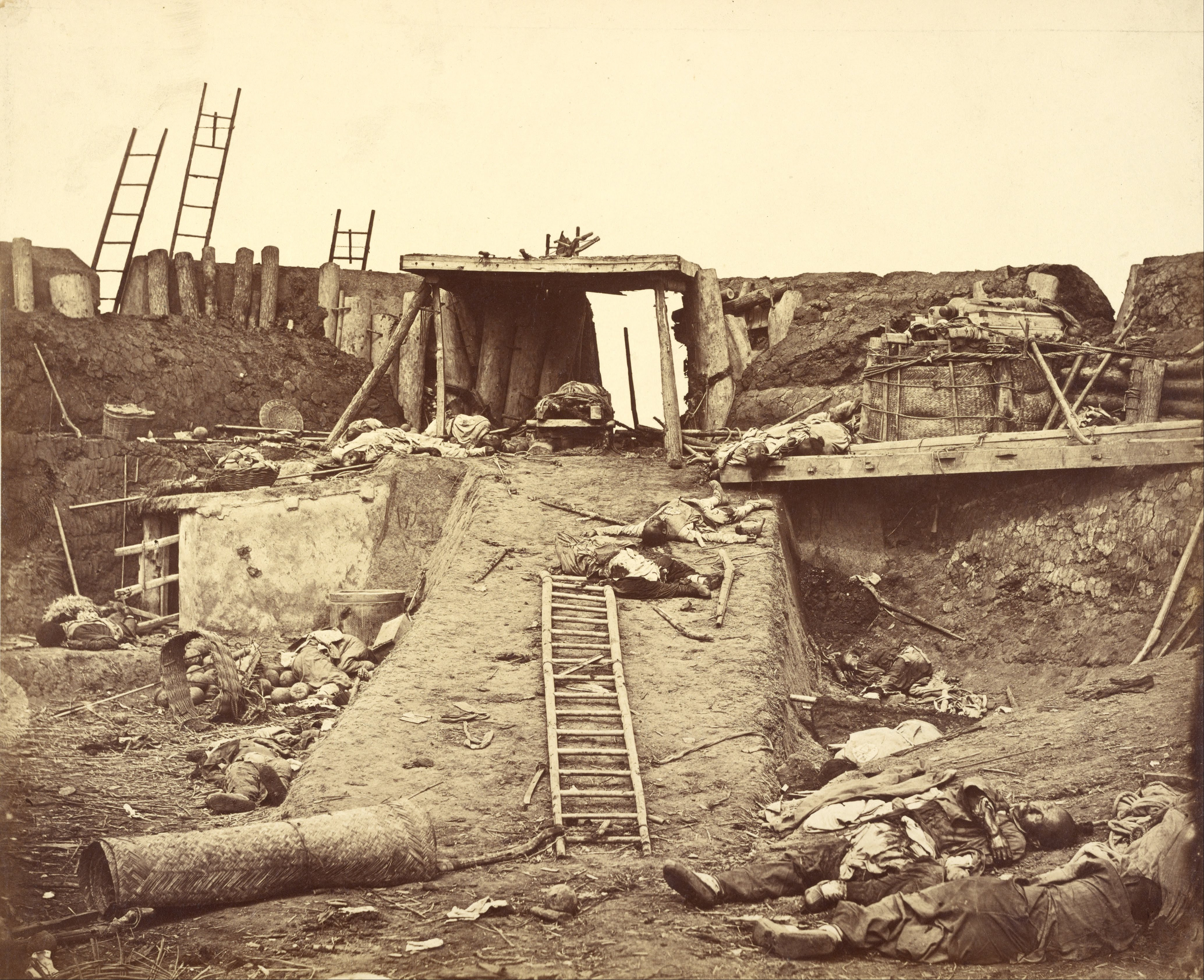
Felice Beato

Le origini della fotografia cinese coincidono con uno degli eventi più dolorosi della storia moderna della Cina: la prima guerra dell'oppio (1839-1842). Le mire espansionistiche europee di fronte alle debolezze militari e agli squilibri sociali su cui si reggeva il sistema imperiale determinarono una forte penetrazione occidentale che si è confrontata, anche visivamente, con la realtà cinese. 

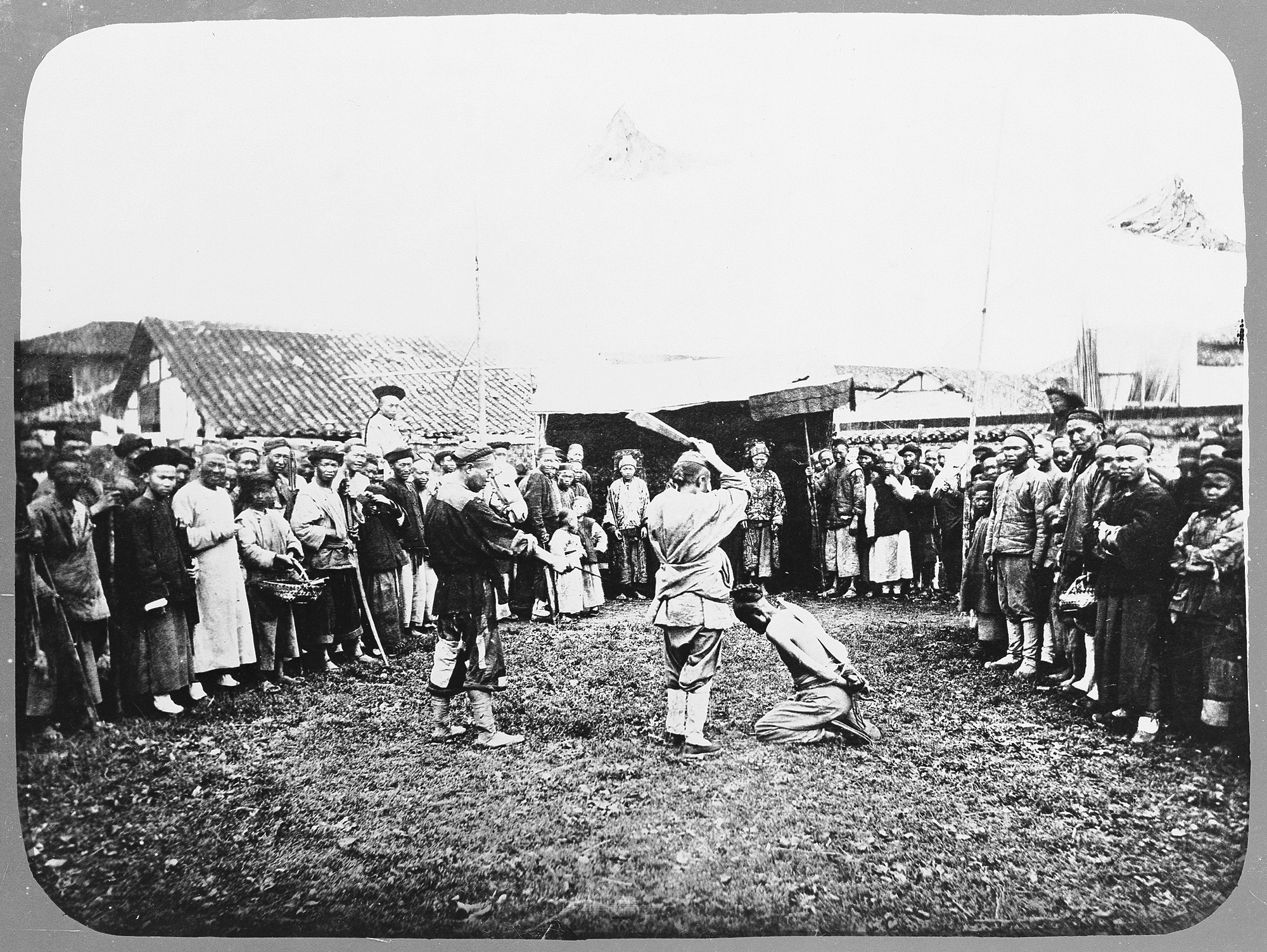
W. Saunders, esecuzione capitale

Per la precisione le più antiche fonti in Cina si riferiscono alle testimonianze contenute nel libro The Life of Sir Harry Parkes del 1894, dove è menzionata una nota esplicita riferibile al 16 luglio del 1894:
Purtroppo non è sopravvissuta nessuna testimonianza di questi iniziali esperimenti, ad eccezione dei 37 dagherrotipi di Macao e Canton, realizzati nel 1844 da Jules Itier (1802-1877) e conservati presso il Musée Francais de la Photographie.
Secondo lo studioso Bennett, almeno al 6 marzo del 1845 va fatta risalire l'apertura della prima attività commerciale, grazie alla menzione, tra le fonti scritte, di una comunicazione pubblicitaria per uno studio fotografico avviato a Hong Kong da un tale Mr West, che Bennett ha riconosciuto come l'americano George R. West (circa 1825-1859).
In questo frangente storico, i missionari furono determinanti per il ruolo divulgativo che svolsero in Cina: non a caso, il primo manuale tecnico sulla fotografia, giunto fino a oggi, dal titolo Meraviglie della fotografia (tuo ying qiyuan) e pubblicato in cinese nel 1873, fu compilato dal medico missionario John Dudgeon (1837-1901).
Anche l'élite cinese non rimase insensibile all'indagine fotografica: il caso più eloquente è il cantonese Zou Boqi (1819- 1869) che s'interessò alle scienze occidentali e, in concomitanza con la pubblicazione delle scoperte di Daguerre, realizzò autonomamente, almeno nel 1844, quella che viene considerata la prima fotocamera cinese. Non va dimenticata inoltre l'esperienza di Luo 礼 (1802-1852) che realizzò autonomamente, prima del 1852 (anno della sua morte), non lontano da Canton, sicuramente uno dei primi o forse il primo ambrotipo della storia.
Canton può essere considerata la città che ha dato i natali alla fotografia cinese: da qui la divulgazione lenta ma costante coinvolse città diverse come Shanghai e Hong Kong prima di conquistare anche il nord e la capitale. 
La forte influenza della cultura occidentale, soprattutto alle origini, ha indubbiamente lasciato una traccia evidente nella prima indagine artistica, come testimoniano i tre temi affrontati: i paesaggi, le scene di vita quotidiana e i ritratti.

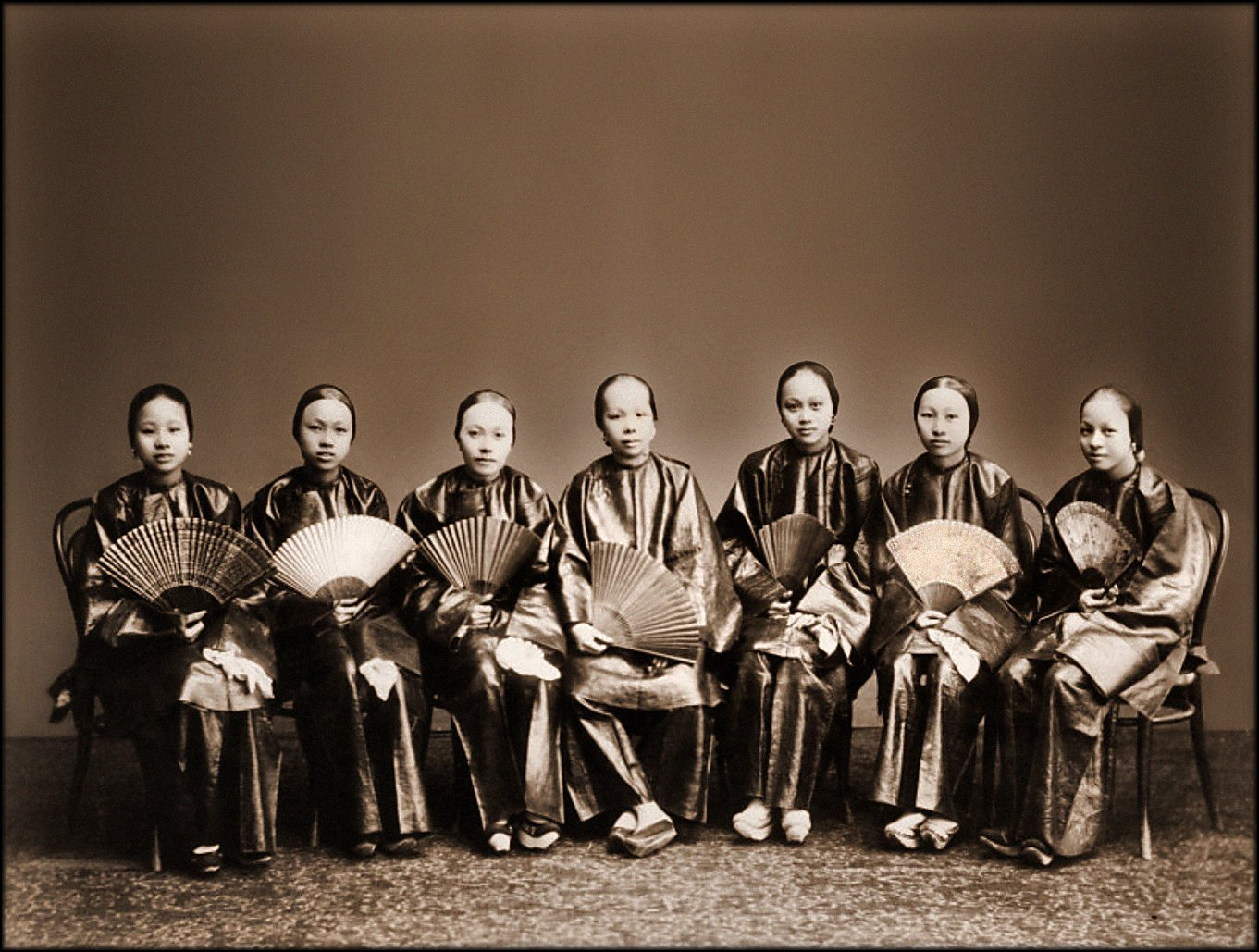
Lai Afong, Gruppo di donne cinesi con ventaglio, Canton, Cina (circa 1880)

Nel frattempo sembra instaurarsi una proficua collaborazione a Hong Kong tra grandi personalità occidentali come W. P. Floyd (1867- 1874), J. Thomson (1868-1872), E. Riisfeldt (1872-1873), H. Everitt (1874-1877) e cinesi come Lai Afong (1859-1900). A Shanghai, W. Saunders (dal 1862) e i fratelli Dinmore (c. 1865-1869), C. L. Weed (1862-1870) e L. F. Fisler (1871-1884), collaboravano più o meno direttamente con Kung Tai (Gong Tai), che probabilmente iniziò a dedicarsi alla fotografia già dagli anni sessanta, sebbene la sua attività pare si sia fermata attorno agli anni novanta. Di gran voga in quel periodo furono le immagini di bellezze esotiche che dovevano soddisfare le richieste dei clienti stranieri assieme a un genere di ritrattistica locale, secondo la moda in voga delle cartes-de-visite.

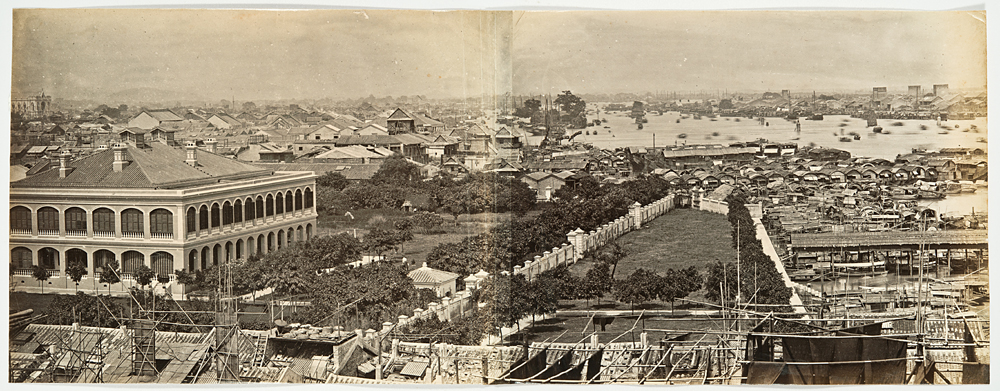
Lai Afong, Canton, circa 1869

Non sono mancate eminenti eccezioni di fotografi, come Lai Afong e Liang Shitai (attivo negli anni settanta e ottanta del XIX secolo), che riadattarono le proprie immagini, per lo meno in alcuni casi e soprattutto a seconda della committenza, rispettando un'aspirazione ancestrale, dettata dalla propria tradizione pittorica.
La nobile pittura, con i suoi atavici presupposti teorici e compositivi, permise la nascita e l'affermazione in Cina di un genere già delineato con Chen Wanli (1892-1969) ma giunto a piena maturazione con il "padre della fotografia cinese" Long Chin-san (Lang Jinshan 1892-1995), nato a Qinghe (oggi Huaiyin, Jiangsu) e morto a Taipei, sede dal 1949 del governo cinese nazionalista in esilio. Supportato dalle riflessioni teoriche di Liu Bannong (conosciuto anche come Liu Fu, 1891-1934), Long Chin-san ha offerto per quasi tutto il XX secolo, il contributo cinese più significativo all'indagine artistica con la divulgazione della fotografia pittorica cinese (Zhongguo huayi sheying).
La sperimentazione presentò inoltre interessanti modalità espressive nell'ambito etnografico, come testimonia l'opera di Zhuang Xueben (1909-1984), ma anche nella fotografia di guerra con Sha Fei (1912-1950) che immortalò alcune delle immagini più traumatiche ma allo stesso tempo gloriose che sconvolsero la Cina, durante le vicende belliche sino-giapponesi del 1937-1945.
Con la fotografia di propaganda, si distinsero numerose personalità che asservirono la propria creatività artistica alla causa politica, come Wu Yinxian (1900-1994) e la coppia di sposi Xu Xiaobing (1916- 2009) e Hou Bo (n. 1924), i quali forgiarono l'idolatria di Mao Zedong con un'enfasi rivolta al culto della personalità. Fu Bingchang (Foo Ping-sheung 1895-1965) invece ne propose una versione alternativa, estesa a valorizzare gli elementi che avevano caratterizzato l'immagine distaccata, solenne e aristocratica di Chiang Kai-shek. Caso più unico che raro, Fu Bingchang proseguì, seppur saltuariamente, la propria esperienza artistica all'estero, in qualità di ambasciatore dell'Unione Sovietica prima e in Francia poi.
Il rapporto tra realtà e documentazione determinò in Cina uno stile che trovò spazio sul “China's pictorial” (Renmin Huabao), rivista ufficiale del Partito Comunista dal 1950 in poi, in cui l'attività del fotografo è congiunta al volere degli organi ufficiali del governo.
Lo studioso Meccarelli ha rilevato anche la coesistenza di un'altra fotografia, che perseguì un'indagine dai caratteri sovversivi e sotterranei rispetto ai canoni promulgati dal sistema ufficiale. Essa si distingue per il suo carattere dirompente e tiene fede ai canoni prestabiliti dalla tradizione pittorica cinese, in controtendenza agli ideali del culto della personalità o del fotogiornalismo in generale. Infatti Li Zhensheng (n. 1940) che divenne, su decisione del governo, “fotografo della stampa”, ha svelato come vi fosse la possibilità di una indagine artistica, seppur decisamente ostacolata, per una ricerca estetica che trova espressione autonoma anche in Chen Fuli (Tchan Fou-li), nato nel 1916 nella provincia del Guangdong, il quale a Hong Kong persegue e divulga, anche a livello teorico, l'originale indagine della fotografia pittorica cinese.
La svolta però, quella ufficiale, avvenne solo negli anni settanta, a seguito della morte di Mao, quando emersero “nuove” problematiche di indagine artistica tra potere e democrazia, collettività e individualismo, politica e strumento di comunicazione di massa. Il successo della collettiva "Natura, Società, Uomo" del 1979 segnala l'esigenza di un riconoscimento ufficiale della fotografia, che è stata di premessa estetica alla new wave degli anni a venire, fino ai giorni nostri.